# Trichocera ticina
Trichocera ticina is een muggensoort uit de familie van de wintermuggen (Trichoceridae). De wetenschappelijke naam van de soort is voor het eerst geldig gepubliceerd in 1995 door Stary & Podenas.